# Huis Loenen
Het Huis Loenen of Huis Loinen is een landhuis en voormalig kasteel in de Nederlandse buurtschap Loenen, provincie Gelderland. Zowel het landhuis als de diverse bijgebouwen, toegangshekken, tuinmuur en het park zijn aangewezen als rijksmonument.

## Geschiedenis
Het kasteel en heerlijkheid Loinen vielen onder de graaf van Kleef. Johan van Bloemendaal had zowel Loenen als Wolferen in leen, en in 1365 kwamen ze in handen van Otto van Bylandt. In 1410 kreeg zijn schoonzoon Barthold van Gent de heerlijkheid Wolferen - die eveneens onder Kleef viel - in leen, terwijl zijn echtgenote Margriet met Loenen werd beleend. In 1483 werd hun kleinzoon Barthold met Wolferen en Loenen beleend.
Het oudste slot Loenen zou al in 1373 zijn verdwenen; over dit kasteel is verder niets bekend. Het tweede middeleeuwse kasteel - dat werd beschouwd als het sterkste slot van de Betuwe - bestond uit een omgrachte, vierkante toren met diverse woonvleugels. Dit kasteel is later afgebeeld op diverse kaarten en prenten.
In 1585 namen de troepen van de hertog van Parma het kasteel in en vermoordden de volledige bezetting.
In 1644 raakte het kasteel ernstig beschadigd door kruiend ijs dat na een dijkdoorbraak tot bij het kasteel was gekomen. Onder andere de toren stortte hierbij in.
In 1756 kreeg Willem Otto Frederik graaf von Quadt van Wickeradt beide heerlijkheden in bezit. Het kasteel werd door de familie als jachthuis gebruikt. In 1820 raakte het kasteel opnieuw zwaar beschadigd door een overstroming. Vijf jaar later werd de ruïne afgebroken en werd er op de fundamenten een nieuw gebouw neergezet, bestaande uit het middenstuk met drie raamtraveeën en een driehoekig fronton, en twee verdiepingloze zijvleugels. In 1834 werden de zijvleugels van een extra verdieping voorzien en werd tevens aan de noordzijde een toren toegevoegd. 
Een nazaat van de Von Quadt’s verkocht Loenen en Wolferen in 1834 aan jonkheer J.C.W. Fabricius van Leyenburg. Na vererving kwamen Loenen en Wolferen in bezit van het geslacht Van Boetzelaer. 
Het landgoed werd in de 19e eeuw gebruikt voor de fruitteelt, maar in de loop van de 20e eeuw veranderde dit in akkerbouw. De familie Van Boetzelaer verkocht het landgoed in 2003 aan Staatsbosbeheer. Het huis kwam in gebruik als vergader- en trouwlocatie en als bed and breakfast.

## Beschrijving

### Kasteel
Uit afbeeldingen blijkt dat het kasteel bestond uit een brede vleugel waar aan de voorzijde drie vleugels haaks op aansloten. Aan de achterzijde was ook nog een vleugel. De vleugels waren voorzien van trapgevels. Ter rechterzijde stond een vierkante toren, afgedekt met een uienspits.
Aan de voorzijde lag een pleintje dat door een lage muur werd omzoomd. Het kasteel werd door een gracht omgeven en was bereikbaar via een stenen brug.
Van het middeleeuwse kasteel zijn de kelders met kruisgewelven bewaard gebleven.

### Landhuis
Het huidige landhuis is in 1825 eeuw in neoclassicistische stijl gebouwd op de fundamenten van het middeleeuwse kasteel. Delen van de kelders en toren zijn opgenomen in het nieuwe huis.
Het middendeel met drie raamtraveeën wordt gedekt door een driehoekig fronton. Deze voorgevel ligt op het hoogste punt van de verhoging waarop het huis is gebouwd en heeft geen souterrain, terwijl de overige gevels iets verzonken liggen in het terrein en daardoor van souterrains met vensters zijn voorzien. Het rechthoekige huis is witgepleisterd en wordt door een mansardedak afgedekt.
De hoofdingang bevindt zich aan de achterzijde, in de toren. Deze toren bestaat uit drie lagen en wordt afgedekt door een achtzijdige koepel met een klokkentorentje.
In 1950 is aan de linkervleugel een serre toegevoegd.

### Landgoed
Rondom het kasteel is in de 18e en 19e eeuw een park aangelegd. Begin 19e eeuw zijn de Grote Allee en de toegangsweg aangelegd. Die laatste loopt vanaf de Waaldijk naar het landhuis en kruist onderweg de Grote Allee. Rondom de wegen liggen bospartijen en een zogenaamd sterrenbos. Het huis wordt omgeven door een tuin in landschapsstijl. Tevens ligt er een moestuin.
Bij het huis staat een prieeltje, gebaseerd op de ideeën van G. van Laar. Dit 19e-eeuwse prieeltje is opgetrokken in vakwerk van bamboe.
Het koetshuis dateert uit 1840 en kent een oranjerie en plantenkas. Ook bevat het een koetsierswoning uit begin 20e eeuw.
Aan de westzijde van het landhuis staat een T-boerderij uit 1825. Deze is gebouwd op de fundamenten van het middeleeuwse kasteel en heeft nog de oude kelders met kruisgewelven op pijlers van het kasteel.
Aan de Waaldijk staat de boswachterswoning uit 1851.

## Afbeeldingen

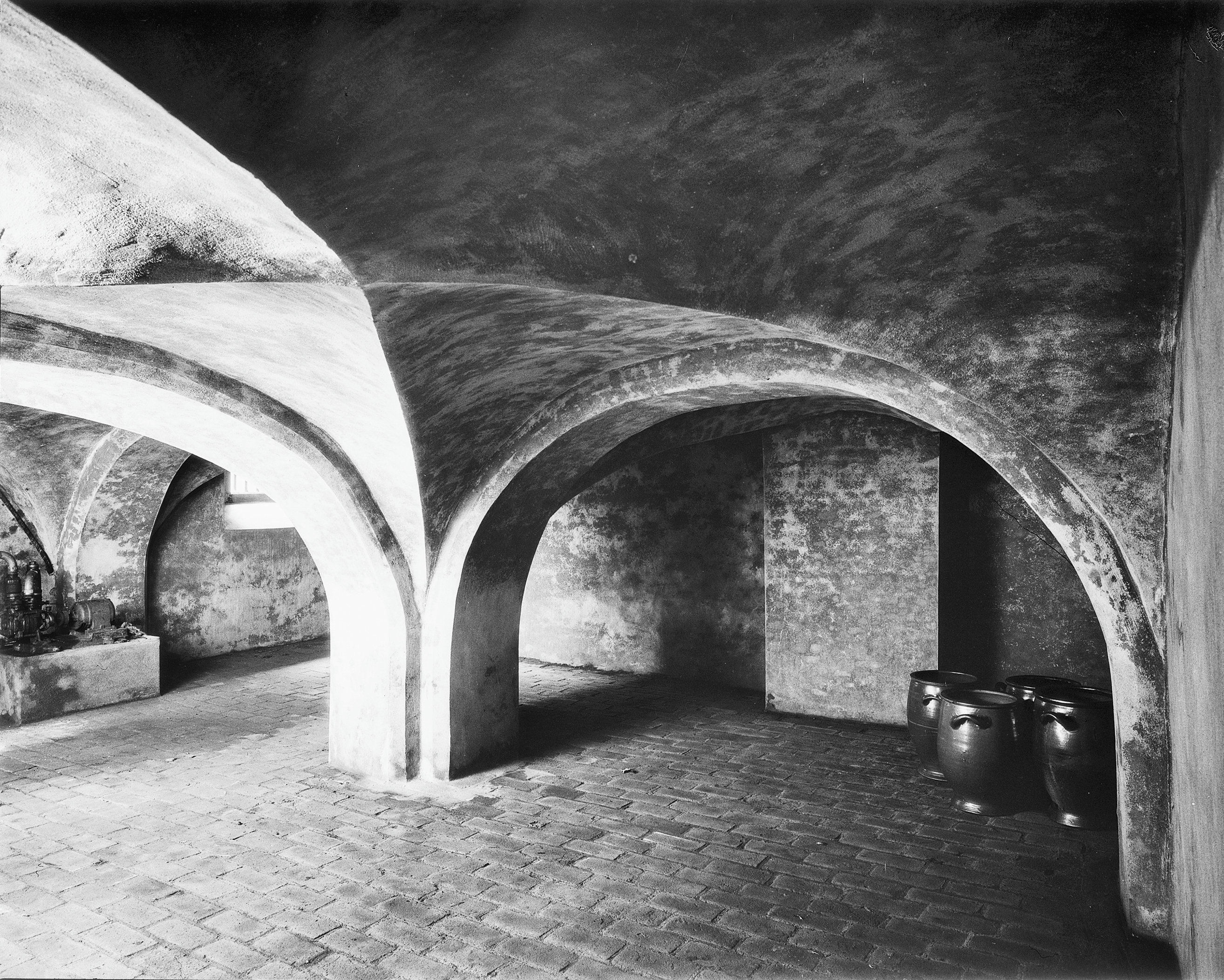
Middeleeuwse kelder (1957)
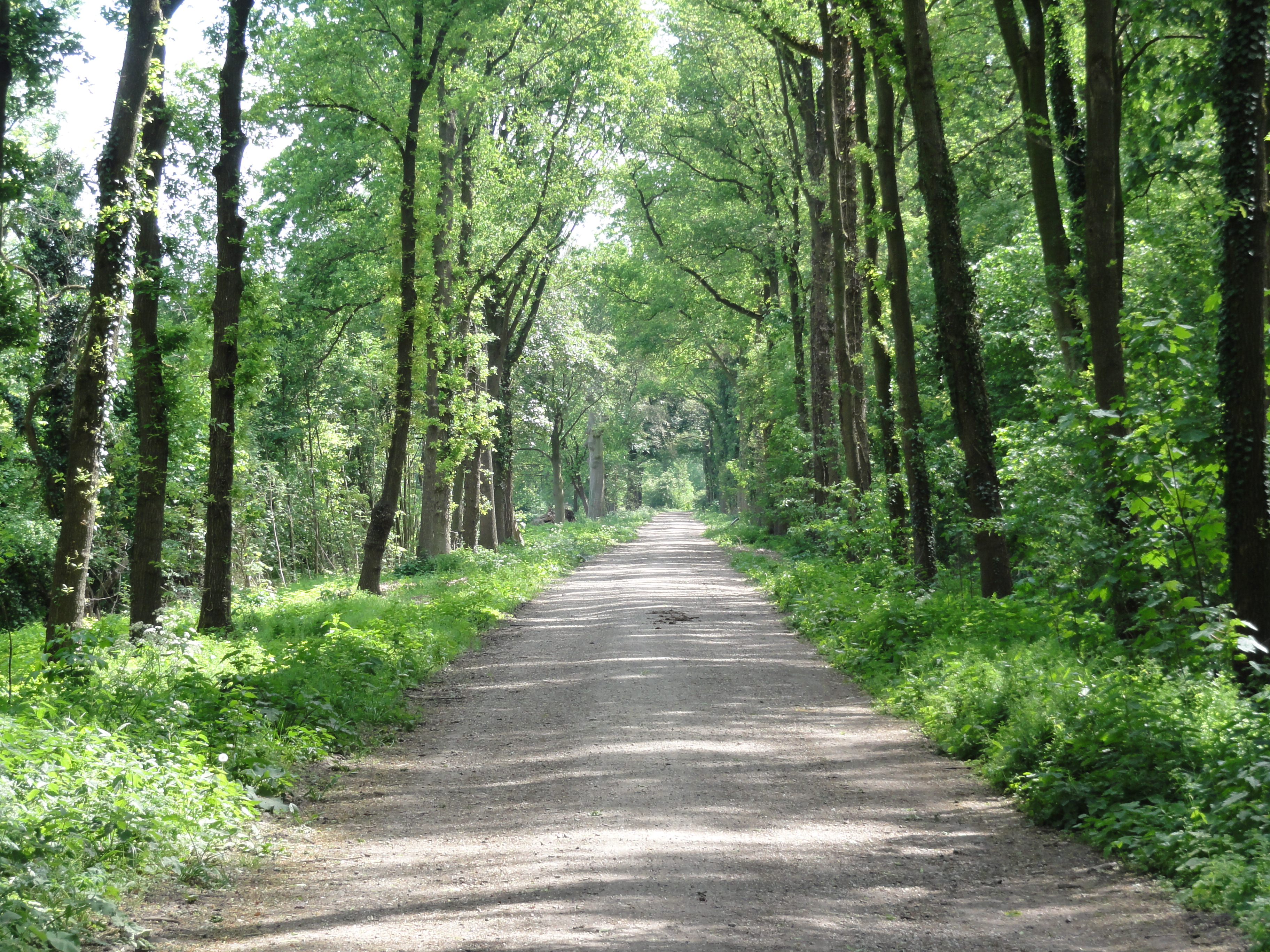
De Grote Allee
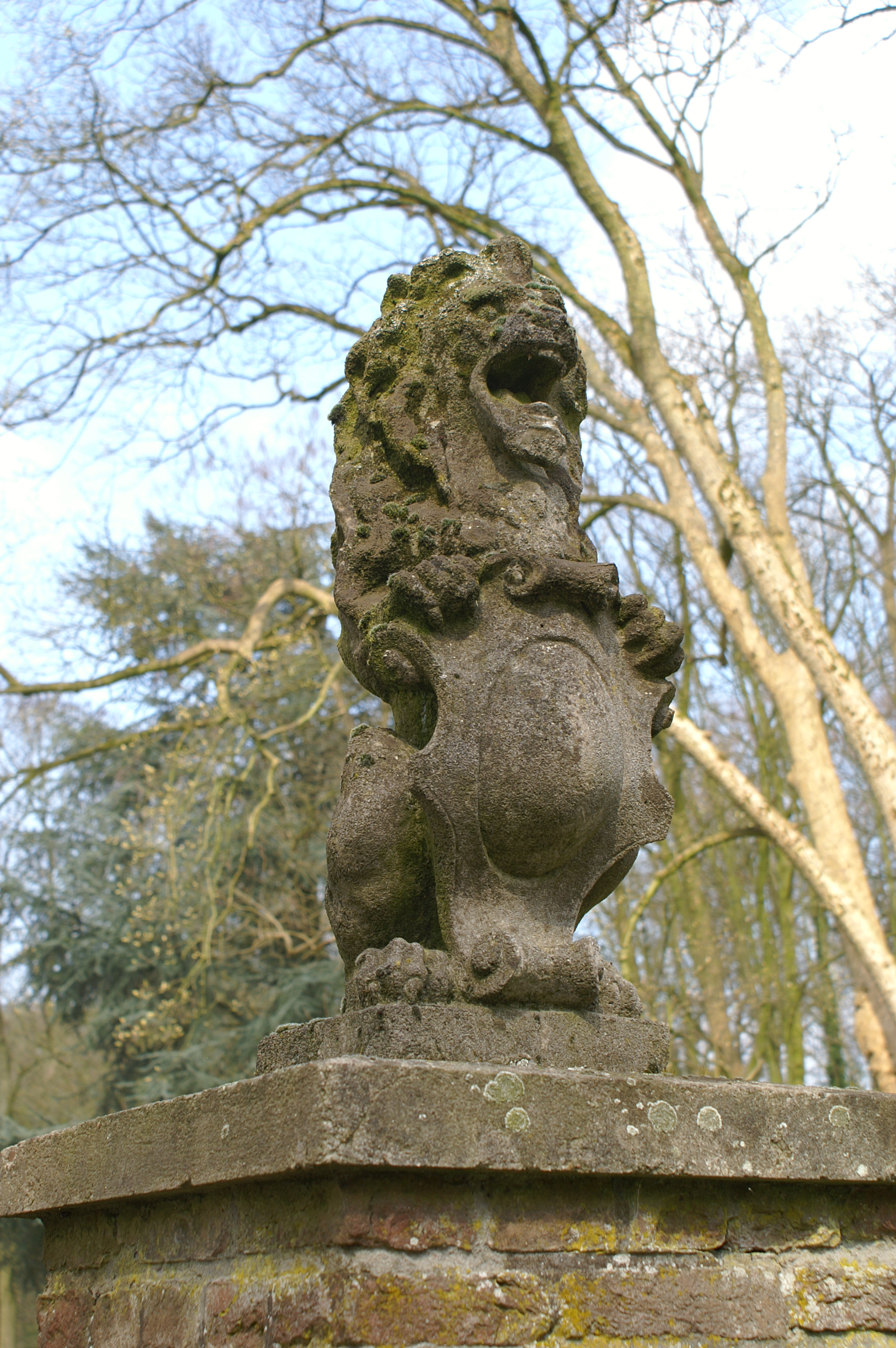
17e-eeuwse leeuw op het 19e-eeuwse toegangshek
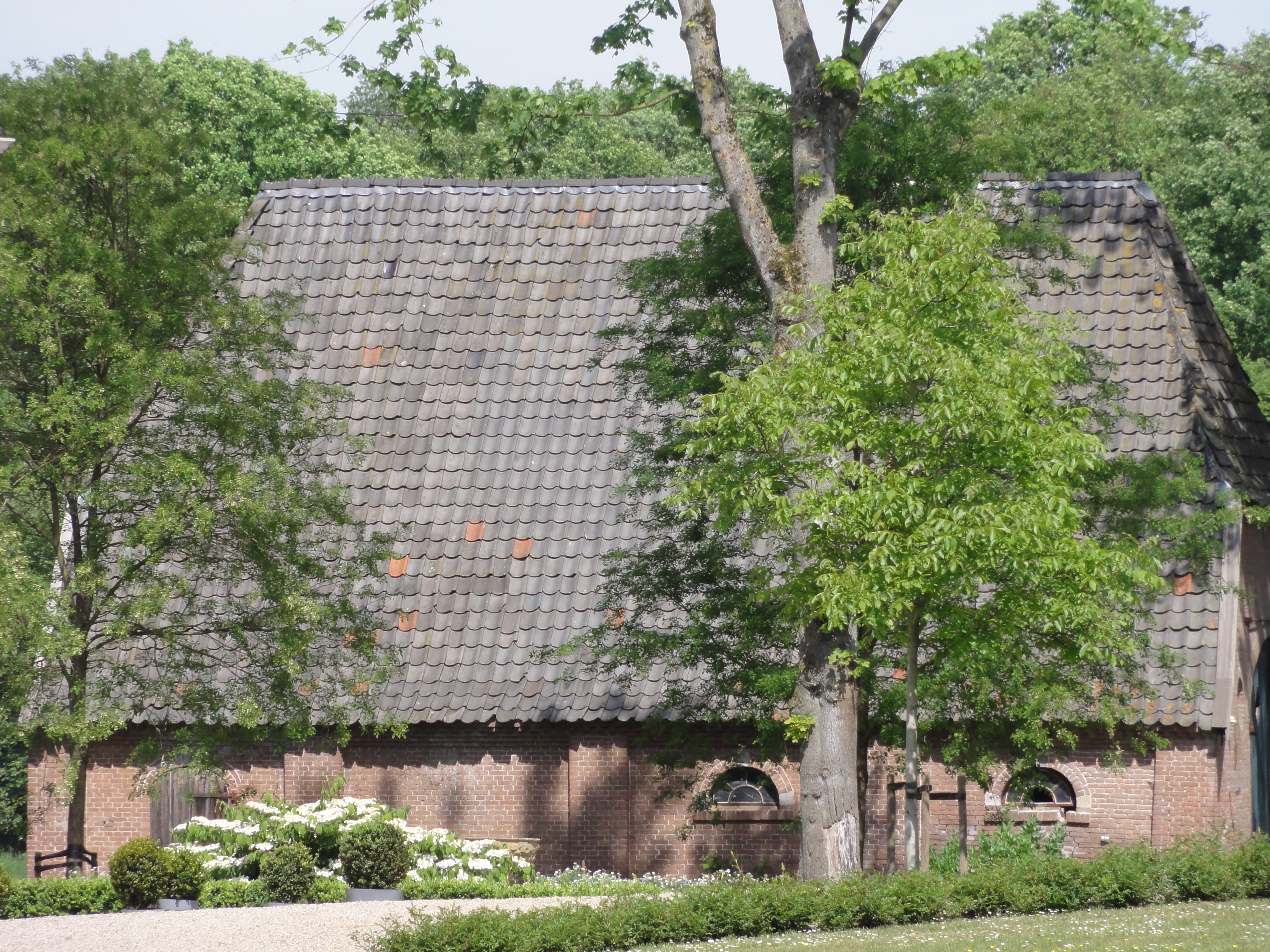
Schuur bij de boerderij
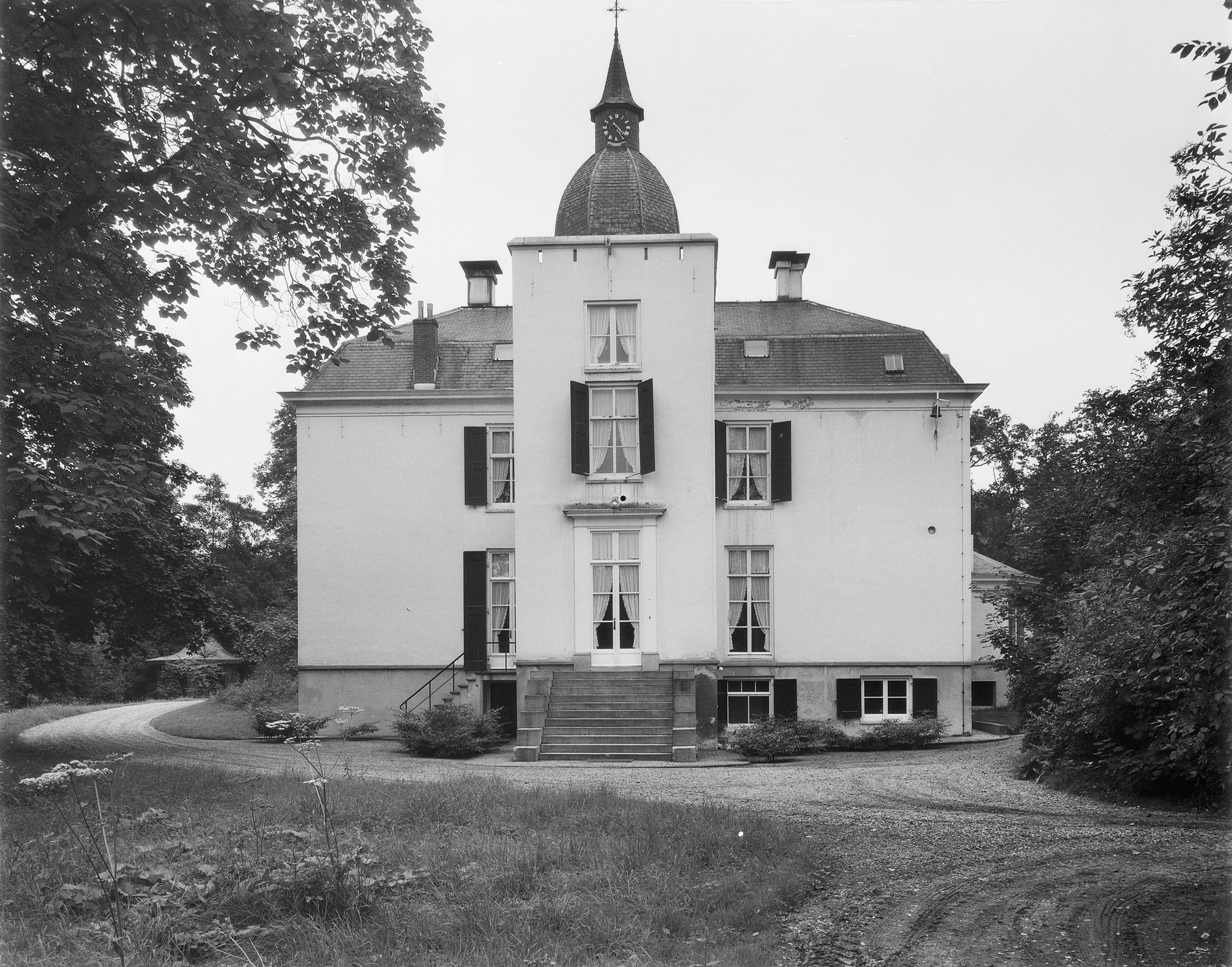
Achterzijde van het huis (1960)

Aalst · Aardenburg · Acquoy · Aerdt · Agistaldaburg · Ahof · Aldenhaag · Aller · Ambe · Ammersoyen · Ampsen · Andelst · Angeroyen · Appelburg · Appelse walburg · Appeltern · Arler · Baak · Babberich · Baer · Baerle · Bakerbosch · Balgoij · Barlham · Batenburg · Beek · Beerenclaauw · Bemmel · Bevervoorde · Bergh · Biljoen · Bingerden · Blankenborg (Laren) · Blankenborg · Blauwe Huis · Blokhuis (Ravenswaaij) · Boelenham · Boetselaersborg · Borculo · Boswaai · Brakel · Den Brakel · Den Bramel · Bredevoort · Broekhuizen · Bronkhorst · Bruchem · Bruinhorst · Brunsberg · Bulkestein · Bunswaard · Burcht van Tiel · Buren · De Buurse · Byland · Byvanck · Caetshage · Camphuysen · De Cannenburch · de Cloese · Coldenhove · Culemborg · Dedinckweerd · Delwijnen · Didam · Diepenbroek · Hof te Dieren · Huis Dijck · Dikke Tinne · Doddendaal · Dodewaard · Doornenburg · Doornik · Doorwerth · Dooyenburg · Dorth · Doseburg · Drakenburg · Dreumel · Druten · Duivelshuis · Eerbeek · De Ehze · Elburg · Eldrik · Emmerik · Engelenburg · Groot Engelenburg · Engelrode · Enghuizen · Enspijk · De Essenburgh · Essenpas · Est · Fokkinck · Gameren · Geerestein · Geldermalsen · De Gelderse Toren · Geldersweerd · Gellicum · Gendt · Gennepestein · Glindhorst · Goudenstein · ‘s-Grevenhoef · Groot Hell · Groenlo · Groesbeek · Huis te Groesbeek · Grunsfoort · Gulden Spijker · Hackfort · Hackforts Veenhuis · Hagen · Hagevoort · Hamerden · Hanepol · Harreveld · Harslo · Hassink · Het Haveke · Hedel · Heeckeren · De Heegh · Hees · De Heest · Hellouw · Hemmen · Hernen · Motte van Hernen · Heumen · Heusden · Hoekelum · Hoekenburg · De Hoeve · De Hof · Hof d'Ooy · Hof van Arkel · Huis het Holt · Holthuis · Het Holtslag · Ter Horst · Houberg · St. Hubertus · Huissen · Hulhuizen · Hulkestein · Hulsen · Hunneschans bij De Duno · Hunneschans bij Uddel · Jonker Bloo · 't Joppe · De Kamp · Karssenberg · Kemnade · Keppel · Kermestein · Kernhem · Kervel · Kiefskamp · De Kinkelenburg · Klein Enghuizen · Kleverburg · Kortenhoeve · Laag Helbergen · Lakenburg · Landfort · Langen · Latenstein · De Lathmer · Lathum · Ter Lede · Leegpoel · Leemcuyl · Leeuwen · Leeuwenbergh · Lensenburg · Lent · Leur · Leuvenum · Leyenburg · Lichtenvoorde · Lievenstein · Loenen · Loevestein · Loil · Loowaard · Luynhorst · Hof te Maasbommel · Magerhorst · Malburgen · Malderburcht · Malsen · Manhorst · Marhulsen · De Marsch · Marveld · Mathena · Maurik · Medel · Medestein · 't Medler · Meinerswijk · De Mellard · Mensink · Mergelp · Meteren · 't Meyerink · Middachten · Millingen · Mussenberg · Nagelhorst · Nederhagen · Nederhemert · Neerijnen · Huis Neerijnen · De Nesch · Nettelhorst · Nieuwe Blokhuis ·  Nijburg · Nijenbeek · Old Putten · Notenstein · Nye Huis · Olde Spijker · Oldenaller · Oldenhof (Driel) · Oldenhof (Heteren) · De Ooij · Oolde · Oud Oolde · Oosterhout · Ophemert · Opijnen · Oud Ampsen · Oude Blokhuis · Het Oude Loo · Oude Voorst · Oudenborch · Oud-Wisch · Huis te Overasselt · Overeng · Overhagen · Overlaar · 't Oye · Palmestein · De Parck · Persingen · Plekenpol · Ploen · Pluimenburg · Poederoijen · Poelwijck · Poelwijk · De Pol (Dreumel) · Huis de Poll (Huis te Gietelo) · De Poll (Huissen) · Pollenbering · Pollenstein · Puttenstein · Het Raasink · Ravenhorst · De Rees · Ressen · Reuversweerd · Reygersfoort · Rhijnestein · Huis Rijswijk · Rode Toren · Roode Wald · Rosande · Rosendael · Rossum · Rumpt · Ruurlo · Rijsselt · Schadewijk · Schaffelaar · Scherpenzeel · Schoonbroek · Schoonderbeek · Schoonenburg · Schuilenburg · Schuilkerke · Hof te Seelbeek · Sevenaer I · Sevenaer II · Sinderen (Oude IJsselstreek) · Sinderen (Voorst) · Slangenburg · Sleeburg · Slimsijp · De Snor · Soelen · Spaansweerd · Spaldorp · Spijk · Staverden · Sterkenburg · Swanepol · Tarthorst · Teisterbant (Kerk-Avezaath) · Teisterbant (Kerkdriel) · Ter Dicke · Tolhuis · Tolhuis (Tiel) · Tollenburg · Tongerlo · Toren van Wely · Tuil · Ubbergen · Uilenburg (Ewijk) · Uilenburg (Heteren) · Ulenpas · Ulft · Upladen · Valburg · Valkhofburcht · Valkhofpalts · Vanenburg · Varik · Hof te Varsseveld · 't Velde · Velhorst · Verwolde · Vierakker · De Voorst · Voorstonden · Vorden · Vosbergen · Vredenburg · Vredestein (Driel) · Vredestein (Ravenswaaij) · Vuren · Waardenburg · Waddestein · Wadenoijen · Waede · Wageningen · Walfort · 't Waliën · De Wardt · Watergoor · Watermeerwijk · Wayenstein (Huis te Herwijnen) · Well (Huis van Malsen) · Weijenrade · Westenburg · Westerholt · Weurt · De Wiersse · Wijenburg (Echteld) · De Wildenborch · De Wildt · Wilp · Wilperhorst · Winssen · Wisch · Wychen · Wolfswaard · Woolbeek · Yrst · IJzendoorn · Zeeland · Zilveren Spijker · Zuilichem · Zwaluwenburg · Zwanenburg (Heerde) · Zwanenburg (Megchelen)